# Puyo (Équateur)
Pour les articles homonymes, voir Puyo.
 (août 2020).
Puyo est une ville de l'Équateur, capitale de la province de Pastaza. Sa population s'élevait à 33 557 habitants en 2010.

## Géographie
Puyo est située à environ 900 mètres d'altitude, en bordure du bassin de l'Amazone, le long de la rivière Puyo, un affluent de la rivière Pastaza. Puyo se trouve à 155 km au sud-sud-est de Quito.
La ville a un climat chaud et humide et la nébulosité y est très forte. Son nom vient du mot quechua qui signifie « nuageux » et elle est surnommée « la Ciudad Nieblina ».

## Histoire
Puyo a été fondée en 1899 par un prêtre catholique, Alvaro Valladares.

## Économie
L'économie de Puyo repose sur la production de caoutchouc, les fruits, la canne à sucre et l'exploitation forestière.
La ville est aussi un important centre commercial et une importante ville portuaire sur la rivière du même nom. La proximité de la forêt tropicale commence à attirer des touristes.